# Linothele jelskii
Linothele jelskii är en spindelart som först beskrevs av F. O. Pickard-Cambridge 1896.  Linothele jelskii ingår i släktet Linothele och familjen Dipluridae.
Artens utbredningsområde är Peru. Inga underarter finns listade i Catalogue of Life.